# SBB GmbH
SBB GmbH, ook bekend als SBB Deutschland, is een spoorbedrijf uit Duitsland. SBB GmbH is een dochteronderneming van SBB, de nationale spoorwegmaatschappij van Zwitserland. Het bedrijf exploiteert verschillende S-bahn diensten in Baden-Württemberg nabij de Zwitserse grens.

## Geschiedenis
SBB GmbH is ontstaan in 2005 na het samenvoegen van de voormalige SBB GmbH en EuroTHURBO. Het oorspronkelijke SBB GmbH is opgericht in 2002 door de SBB voor het exploiteren van de S5 en S6 van de S-Bahn Basel en gevestigd in het Duitse Lörrach nabij Bazel. EuroTHURBO, een dochterbedrijf van Thurbo die verantwoordelijk is voor een deel van het openbaar vervoer in het kanton Thurgau, is opgericht in 2003 om de grensoverschrijdende diensten uit te voeren op de Schwarzwaldbahn en Hochrheinbahn tussen Engen en Konstanz. Naast deze twee diensten begon de SBB GmbH in 2018 ook met het uitvoeren van diensten op de S-Bahn Schaffhausen tussen station Erzingen in de gemeente Klettgau en Schaffhausen. 

## Treindiensten
| Serie | Treinsoort              | Route                                                                            | Bijzonderheden |
| ----- | ----------------------- | -------------------------------------------------------------------------------- | -------------- |
| S 5   | S-Bahn Basel (SBB GmbH) | Weil am Rhein – Lörrach Hbf – Steinen (– Schopfheim – Zell (Wiesental) )         |                |
| S 6   | S-Bahn Basel (SBB GmbH) | Basel SBB – Basel Bad Bf – Lörrach Hbf – Steinen – Schopfheim – Zell (Wiesental) |                |